# 안영길 (바둑 기사)
안영길(安永吉, 1980년 5월 1일 ~ )은 대한민국의 바둑 기사이다.

## 약력
1997년에 입단하였으며 1998년에 2단으로 승단하고 제3기 테크론배 프로기전과 제3기 천원전 본선에 진출했다. 2004년 제8회 SK가스배 신예프로10걸전에서 준우승을 차지했다. 2010년 바둑을 특기로 오스트레일리아 영주권을 취득하여 한국바둑 세계화사업을 추진하고 있다. 2007년 6월에 6단으로 승단했다.